# Benzoazépine
La benzoazépine est un composé hétérocyclique bicylique, constitué d'un cycle d'azépine fusionné avec un cycle de benzène.
On appelle ses dérivés les benzoazépines, parmi lesquels on compte, par exemple, le fenoldopam et la galantamine.

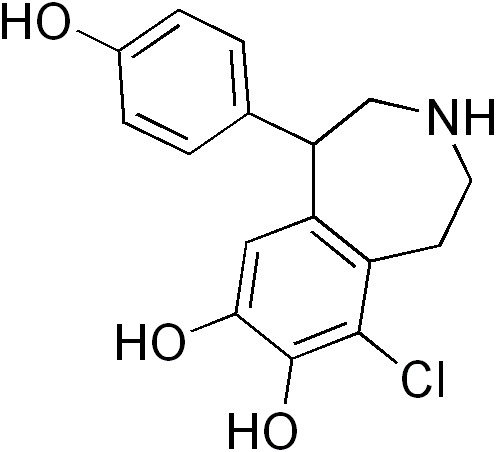
Fenoldopam

Galantamine